# Corporate Europe Observatory
Pour les articles homonymes, voir Corporate (homonymie) et CEO (homonymie).
Le Corporate Europe Observatory (CEO ou « Observatoire de l'Europe industrielle ») est un centre de recherche ayant son siège (opérationnel) à Bruxelles et une antenne juridique à Amsterdam, ayant un statut d'association. Son centre d'intérêt est la manière dont les lobbys des grandes entreprises et corporations influencent la construction, la mise en œuvre et l'évaluation des stratégies et politiques européennes publiques et de la réglementation européenne, parfois au détriment des équilibres sociaux, sociétaux et environnementaux. Cette ONG plaide pour une plus grande transparence et régulation des activités de lobbying, notamment dans le cadre du projet de TTIP

## Activités
Cette ONG fait de la recherche sur le lobbying (de la Table ronde des industriels européens par exemple), produit des publications en anglais et mène des campagnes sur les menaces que font peser le pouvoir économique et politique des grandes entreprises ainsi que leurs lobbies sur la démocratie, l'équité, la justice sociale et l'environnement. Les dernières publications de CEO ont porté sur le lobbying de l'industrie agro-alimentaire en matière d'étiquetage des aliments, de l'industrie des services financiers contre la directive dite hedge funds, sur l'industrie des think tanks à Bruxelles et son financement opaque, sur les agrocarburants, le lobbying industriel via des « groupes d'experts » non représentatifs, sur le lobbying de l'industrie automobile contre la réglementation des émissions de CO2 des voitures, le financement par l'Union européenne de structures promouvant la privatisation de l'eau dans les pays en développement, sur les politiques d'autérité, etc. Le CEO s'intéresse aussi aux rôles et effets directs et  indirects des tribunaux et systèmes juridiques mis en place dans le cadre de la libéralisation à la demande des représentants des grandes corporations.
Le CEO est régulièrement sollicité par la presse européenne et internationale (Financial Times, The Guardian, European Voice, etc.) pour livrer ses observations et analyses de la construction économique et des processus décisionnels de l'UE.
Le CEO s'implique dans ALTER-EU, une coalition internationale de plus de 160 ONG qui revendique plus de transparence démocratique et d'éthique en matière de lobbying dans l'UE.
Enfin, il coorganise depuis 2005 le prix du pire lobbying de l'UE décerné chaque année en décembre à Bruxelles[réf. nécessaire].
Olivier Hoedeman, coordinateur de l’association Corporate Europe Observatory, appelle en août 2018 à « renforcer le contrôle sur les tout-puissants groupes d’influence européens ».

## Gouvernance, membres
Le CEO a la forme juridique d'une fondation sans but lucratif de droit néerlandais inscrite à la Chambre de commerce d'Amsterdam.
L'équipe du CEO est constituée d'une dizaine de chercheurs des Pays-Bas, Belgique, Espagne, Danemark… et qui travaillent en réseau.
Les membres du comité consultatif du CEO sont Pratap Chatterjee (Inde/USA), Ann Doherty (Pays-Bas/USA), Ramon Fernandez Duran (Espagne), Susan George (France), Adam Ma'anit (Royaume-Uni/USA), America Vera-Zavala (Suède) et Thomas Wallgren (Finlande).

## Publications
Outre ses rapports de synthèse et d'analyse publiés sur son site internet, le CEO a fait paraître en 1999 le fruit de ses premières recherches sous la forme d'un ouvrage intitulé Europe Inc.: Regional and Global Restructuring and the Rise of Corporate Power (Pluto Press).
Une traduction française parait l'année suivante sous le titre Europe Inc. - Liaisons dangereuses entre institutions et milieux d'affaires européens (Agone). Ce livre a été qualifié de « magnifique » en 2001 par le sociologue français Pierre Bourdieu. Une nouvelle édition revue et actualisée est parue en France en 2005 chez le même éditeur sous le titre Europe Inc. - Comment les multinationales construisent l'Europe et l'économie mondiale.
Le CEO a également publié Reclaiming Public Water: Achievements, Struggles and Visions from Around the World  (ISBN 90-71007-10-3) en 2005.
En 2013 l’organisme a publié un rapport sur les conflits d’intérêts au sein de l'Autorité européenne de sécurité des aliments qui établit que 60 % des 209 experts qui la composent sont en situation de conflit d'intérêts, ayant été rémunérés par l'industrie agroalimentaire,.

## Financement
En 2007, les activités du CEO ont été financées par 
- la Isvara Foundation,
- le Sigrid Rausing Trust,
- le Christian Aid,
- le Humanitarian Group For Social Development,
- le Joseph Rowntree Charitable Trust,
- le Polden Puckham Charitable Foundation
- la Humane Earth Foundation.